# Крутикова, Тамара Владимировна
Тамара Владимировна Крутикова (серб. Тамара Крутиков / Tamara Krutikov; 27 марта 1912 — 6 июля 2022) — сербская сверхдолгожительница, родившаяся в Российской империи, в её возраст подтверждён Геронтологическая исследовательская группа (GRG). На момент смерти была самым старым человеком в Сербии. Она также является вторым по возрасту человеком в истории Сербии. Её возраст на момент смерти составлял 110 лет 101 день.

## Биография
Тамара Владимировна Крутикова родилась 27 марта 1912 года в Екатеринославе, Российская империя (нынешний Днепр, Украина). Когда ей было 7 лет, она вместе с родителями покинула Россию и вскоре переехала в Турцию на остров Кыналыада, а затем в Сербию, где позже вышла замуж и создала семью. У них с мужем Николаем было три дочери: Ирина, Наталья и Зинаида. До 94 лет жила одна, позже из России вернулась дочь Зина, чтобы заботиться о ней. Она русская по национальности. Она была профессором музыки и профессором французского языка, играла на фортепиано и в теннис. Владела несколькими языками: русским, французским, греческим, турецким, английским и сербским.

### Миграции
Переехав из Турции, Тамара переехала из Константинополя на остров Кыналыада, где проучилась два года под покровительством англичан. Позже они перебрались на лодке в (деревню Мелинци), недалеко от Герцег-Нови. После непродолжительного пребывания в Герцег-Нови он переехал в Храстовец в Словении. Там она провела большую часть средней школы в замке графа Гербенштейна. Там она познакомилась со своим будущим мужем Николаем. Там он был профессором музыки. Её мать Анна устроилась туда воспитателем, а отец Тамары Владимир — школьным секретарем и учителем математики.
Затем она переехала в Бела-Цркву, чтобы поступить и закончить среднюю школу.
Она вышла замуж за Николая в 1939 году, и они обвенчались 23 июля 1939 года в Русской православной церкви в Белграде. Николай устроился учителем музыки в Кавадарци, Македония, поэтому им снова пришлось переехать. После этого они переехали в Бихач, потому что получили там работу. В Бихаче она познакомилась с семьей Хорватович из Загреба. Они помогли ей ненадолго приехать в Загреб, чтобы родить, затем она родила дочь Наталию (1941 г.), а после родов вернулась в Бихач. Её дочь Наталия находится в Загребе и была крещена в Русской церкви в Загребе.
Преподавала балет в Кавадарци, Македония. Некоторое время она преподавала французский язык в Шиде, а также преподавала музыку в Бихаче (Босния и Герцеговина). Здесь в Бихаче родились её дочери Ирина в 1946 году и Зинаида в 1950 году.
Муж Тамары Николай умер 14 декабря 1981 года в Белграде в возрасте 81 года.
После всего этого она возвращается в Белград, где и остаётся до самой смерти.
Она стала старейшим известным живым человеком в Сербии после смерти 109-летней Надежды Павлович 16 апреля 2021 года.
В марте 2022 года она отпраздновала своё 110-летие и, таким образом, стала сверхдолгожителем, а также вторым старейшим человеком в истории Сербии сразу после Елисаветы Вельович (1904—2016), прожившей 112 лет и 94 дня.
Тамара Крутикова скончалась 6 июля 2022 года в Новом Белграде, Белград, Сербия. На момент смерти Крутиковой исполнилось 110 лет и 101 день. Похоронена на Новом кладбище Белграда.Она была второй по возрасту русской женщиной в мире после  Клавдии Гадючкиной из Ярославля.